# Серхий Кот
Серхий Иванович Кот (на украински: Кот Сергій Іванович) (22 октомври 1958 г., Киев – 28 март 2022 г., Изяслав, Хмелницка област) е украински историк, краевед, общественик. Кот е доктор на историческите науки, старши научен сътрудник към Института по история на Украйна на Националната академия на науките на Украйна, изследовател на теоретичните и практическите проблеми на опазването на историческото и културното наследство, историята на създаването на опазването на паметниците в Украйна, проблемите на връщането и реституцията на културни ценности. Кот е член на Президиума на Управителния съвет на Националния съюз на краеведите в Украйна (НСКУ), заслужил деятел на културата на Украйна.

## Биография
Серхий Кот завършва с отличие Историко-педагогическия факултет на Киевския държавен педагогически институт „Максим Горки“ (сега Украински държавен университет „Михаил Драгоманов“) през 1980 година. Оттогава работи в Института по история на Украйна към Националната академия на науките.
Кот става кандидат на историческите науки през 1990 година. През 2021 г. Кот получава титлата доктор на историческите науки.
От 1999 г. Кот е ръководител на Центъра за изследване на проблемите на връщането и реституцията на културни ценности.

## Изследователска дейност
От 1991 г. – член на Академичния съвет на Центъра за исторически изследвания на Националната академия на науките на Украйна и Украинското дружество за защита на историческите и културни паметници (УДЗИКП).
От 2013 г. – член на Научния съвет на Националния резерват „София Киевска“.
2015 – 2016 г. – член на Специализирания съвет за защита на дисертации за получаване на академични степени на Центъра за изследване на паметниците на Националната академия на науките на Украйна и УДЗИКП.

### Научни трудове
- Изкуство в пламъците на войната. Произведения на западноевропейската живопис в колекцията на Симферополския художествен музей: каталог и албум. ‒ Симферопол – Киев, 2015. ‒ 300 с. (в съавторство с Кудряшева Л. В.).
- Теоретични и научно-методични принципи на подготовка на статии за исторически паметници за „Сборник на историческите и културни паметници на Украйна“. ‒ К., 2011. ‒ 237 с. (в съавторство с Гаврилюк Л. О., Хорбик В. О., Денисенко Г. Г., И., Пискова Е. М., Скрипник П. И., Федорова Л. Д.).
- Съдбата и правният статут на експонатите от пътуващата изложба на Държавния руски музей от 1941 г. в Крим, намиращи се в музеите на Автономна република Крим. ‒ К., 2010. ‒ 150 с.
- Ехо от войната. Съдбата и правният статут на експонатите от пътуващата изложба на Държавния руски музей от 1941 г. в Крим, намиращи се в музеите на Автономна република Крим. ‒ К., 2010. ‒ 128 с.
- Научното наследство на Олег Олжич. ‒ К., 2007. ‒ 240 с. (в съавторство Видейко М.)
- Ланселот Лоутън. Украинският въпрос. ‒ К., 2006. ‒ 168 с.
- Относно ратифицирането от Украйна на Конвенцията на UNIDROIT за откраднати или незаконно изнесени паметници на културата (Рим, 24 юни 1995 г.): Информационна и аналитична справка / Национална академия на науките на Украйна. Институт по история на Украйна. ‒ К., 2017. ‒ 7 с. ‒ Ръкопис.
- Фондация О. Олжич // Призовани да служат на Украйна. Фондация О. Олжич, издателство „Олена Телига“, Всеукраинско женско дружество „Олена Телига“, Асоциация на учащата се младеж „Зарево“: Сборник с материали и документи. ‒ К., 2011. ‒ с. 11–225.
- Изтъкнати фигури на науката и културата на Киев в историческото и краеведско движение на Украйна: биографичен пътеводител: в 2 ч. ‒ ч. 1. ‒ К., 2005. ‒ 351 с.; Част 2. ‒ К., 2005 ‒ 346 с. (в съавторство с Гаврилюк Л., Хорбик В., Денисенко Г., Ковпаненко Н., Колибанова К., Кузминска О., Пискова Е., Скрипник П. И., Федорова Л., Юренко С.).

## Обществена и редакторска дейност
1990 – 2010 г. – член на Одитната комисия на НСКУ; от 2011 г. – член на Президиума на управителния съвет на НСКУ.
1995 – 1996 г. – член на Експертната комисия към Министерството на културата на Украйна за съставяне на Национален регистър на историческото и културно наследство.
2000 – 2003 г. — член на Обществения съвет към Комисията по култура и духовност към Върховната Рада на Украйна.
От 2000 г. – член на борда на фондация „Олег Олжич“, от 2012 г. - председател на борда на фондацията.
2007 – 2009 г. – член на Експертния съвет на Министерството на културата на Украйна.
От 2009 г. – член на украинския клон на ICOMOS.
От 2010 г. – главен редактор на сп. „Развитие на държавата“.
От 2015 г. – член на редакционната колегия на вестник „Украинска дума – Тимпани“, от 2016 г. – главен редактор на вестника.
От 2015 г. – ръководител на Научно-методическия съвет по опазване на културното наследство към Министерството на културата на Украйна.

## Награди
- 1988 г. – Знак на Министерството на образованието на Украинската ССР „Отличник на народното образование“ .
- 1998 г. – Благодарности на Министерството на културата и изкуствата на Украйна. За съществен принос в развитието на краезнанието.
- 2001 г. – Орден на Свети княз Владимир III степен на Украинската православна църква на Киевската патриаршия. За заслуги за възраждането на духовността в Украйна и създаването на Поместна украинска православна църква.
- 2007 г. – Почетна награда на Министерството на културата и туризма на Украйна „За постижения в развитието на културата и изкуството“.
- 2008 г. – Почетно отличие на Министерството на семейството, младежта и спорта на Украйна.
- 2008 г. – Удостоен с почетното звание „Заслужил деятел на културата на Украйна“.
- 2010 г. – Благодарности на Министерството на културата на Украйна. За значителен личен принос в опазването и връщането на културните ценности в Украйна, висок професионализъм, дългогодишна ползотворна работа.
- 2011 г. – Почетна награда на Министерството на културата и туризма на Украйна „За постижения в развитието на културата и изкуството“.
- 2015 г. – Лауреат на наградата „Дмитро Яворницки“ на Националния съюз на краеведите на Украйна.

## Връзки
- Серхий Кот в Google Scholar

|  | Тази страница частично или изцяло представлява превод на страницата „Кот Сергій Іванович“ в Уикипедия на украински. Оригиналният текст, както и този превод, са защитени от Лиценза „Криейтив Комънс – Признание – Споделяне на споделеното“, а за съдържание, създадено преди юни 2009 година – от Лиценза за свободна документация на ГНУ. Прегледайте историята на редакциите на оригиналната страница, както и на преводната страница, за да видите списъка на съавторите. ВАЖНО: Този шаблон се отнася единствено до авторските права върху съдържанието на статията. Добавянето му не отменя изискването да се посочват конкретни източници на твърденията, които да бъдат благонадеждни. |